# Marian Turowski
Marian Turowski (* 27. Dezember 1964 in Sobótka) ist ein ehemaliger polnischer Radrennfahrer und nationaler Meister im Radsport.

## Sportliche Laufbahn
Sein größter sportlicher Erfolg war der Gewinn der Silbermedaille bei den UCI-Bahn-Weltmeisterschaften 1985 in der Mannschaftsverfolgung gemeinsam mit Ryszard Dawidowicz, Andrzej Sikorski, Leszek Stępniewski. 1985 bis 1987 nahm er an den UCI-Bahn-Weltmeisterschaften teil.
Bei den Olympischen Sommerspielen in Seoul 1988 bestritt er mit Ryszard Dawidowicz, Joachim Halupczok und Andrzej Sikorski die Mannschaftsverfolgung. Der polnische Vierer belegte den 7. Platz. 1986 siegte er im Gran Caracol de Pista, dem damals bedeutendsten internationalen Bahnrennen in Südamerika.
Er wurde 1987 polnischer Meister in der Einerverfolgung (von 1984 bis 1986 war er jeweils Vize-Meister). Den Titel in der Mannschaftsverfolgung gewann er von 1986 bis 1990. Turowski startete für die Vereine BKS Ślęza Sobótka, Legia Warschau (1984–1985), WLKS Gryfa Szczecin (1986–1990). Nach seiner aktiven Karriere eröffnete er ein Fahrradgeschäft in Szczecin.